# 埼玉県道189号小川町停車場線

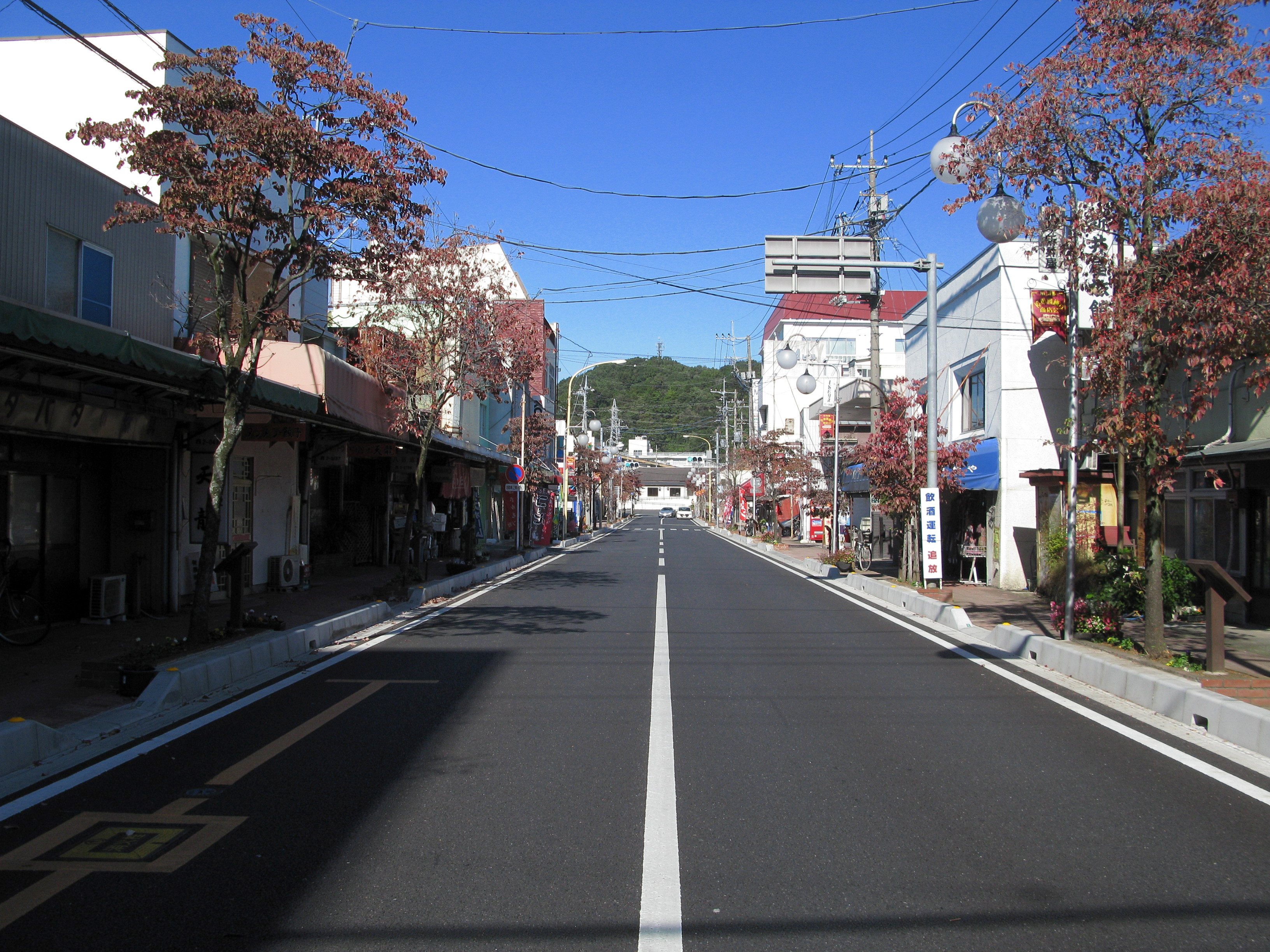
小川町大塚地区（2012年11月）

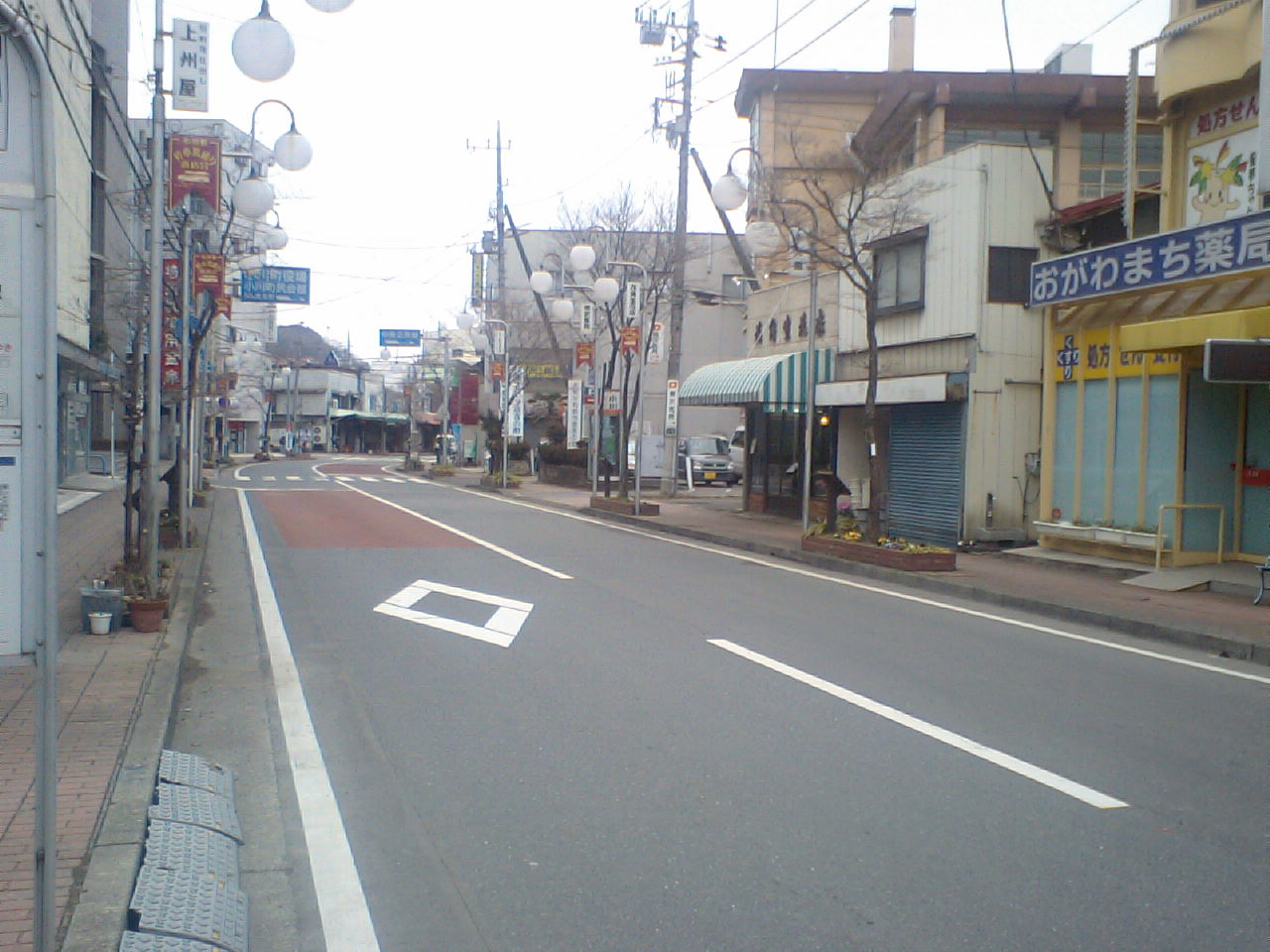
埼玉県道189号（小川町大塚）

埼玉県道189号小川町停車場線（さいたまけんどう189ごう おがわまちていしゃじょうせん）は、埼玉県比企郡小川町内に設定されている県道である。県道標識は一切設置されていない。

## 路線概要
- 起点：小川町停車場（小川町大字大塚）
- 終点：国道254号交点（小川町大字小川）
- 総距離：365m

## 通過する自治体
- 埼玉県
  - 比企郡小川町

## 接続・交差する主な道路
- 国道254号「小川駅入口交差点」

## 沿線
- 東武東上線、JR八高線 小川町駅
- 埼玉りそな銀行小川支店
- 小川町役場
- 埼玉縣信用金庫小川支店

## 別名
- 花水木通り（比企郡小川町）